# 緊締装置
緊締装置（きんていそうち、英語: Inter-box connector, restraint system）とは、陸上輸送・海上輸送・航空輸送それぞれの分野において、鉄道・トラック・船舶・貨物機等の輸送機器を使用してコンテナ・大型容器他、バラ積貨物・大型資材等の各種貨物や荷物を安全に輸送するために、コンテナや貨物を輸送機器に繋いだり固定したりするために用いられる器具である。

## 種類
ツイストロック、半自動式中央緊締方式、その他がある。

### ツイストロック
主に、海上コンテナで用いられるコンテナの四隅に設けられた四角い隅金具に対して、差し込む形で固定する金具である。横長三角形状の突起部を、小判の様な形状をした穴のある隅金具に差し込んだ後、穴の中で突起部を90度回転させる。回転させた突起部を固定状態にすると、やじり状になった横長三角形の先端が小判型の細い横幅からはみ出して隅金具からツイストロックが外れない状態となる。隅金具やツイストロックの形状は各種の規格で定められており、ほぼ世界共通のものとなっている。ツイストロックによる固定方法は、作業員やトラック運転手などの関係者が手動で連動している専用のレバーなどを操作して回転させる一般的な方法の他に、遠隔操作などで油圧または電動で自動的に回転するものや、主に船底に予め設置されていたりコンテナ同士の間に噛まして何れも反スクリュー式の特殊な構造により、コンテナと接触した加重によりある意味、無人状態で自然とロックが掛かるパーツ状の物もある。
コンテナ船で、ガイドレールが無い場合は、船底に脱着可能なツイストロックを設置して、その上にコンテナを置いて固定する。また、甲板のコンテナハッチの上に、複数段にわたってコンテナを積み上げる時には、コンテナ同士の間の固定にもツイストロックが使われる。したがってコンテナ上面にも四隅にツイストロックを挿入できる隅金具が付いている。また、コンテナを複数段積み重ねた場合には、上側のコンテナをラッシングワイヤで直接船に対して固定することも行われる。こうした作業の手間を軽減するために、シーランド社のコンテナ船ではスタッキングフレームという大きな枠をクレーンでコンテナの上にはめ込んで固定する方式になっており、このスタッキングフレームにもツイストロック金具が取り付けられている。

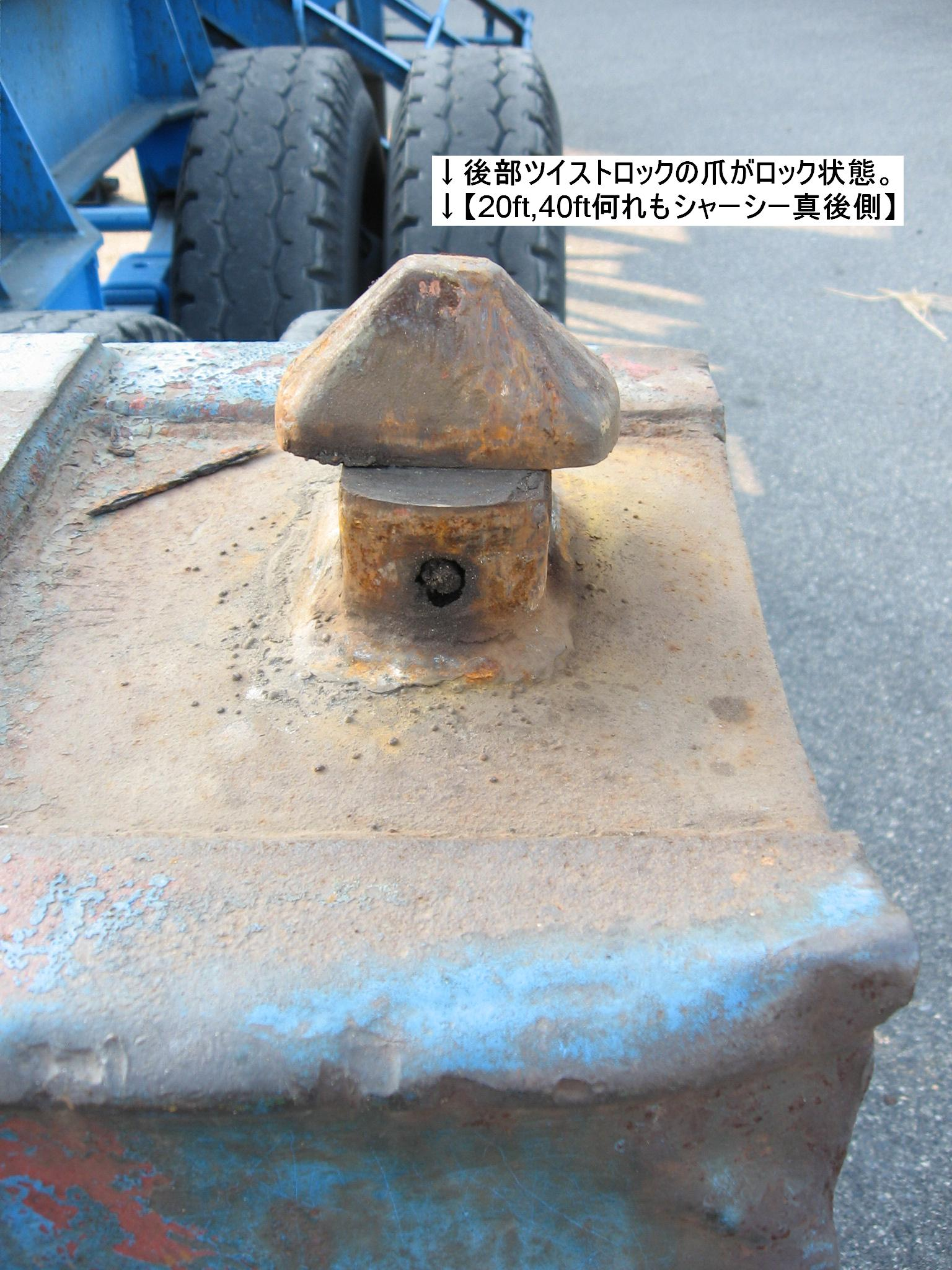
トレーラー上のツイストロック、固定状態に回されている
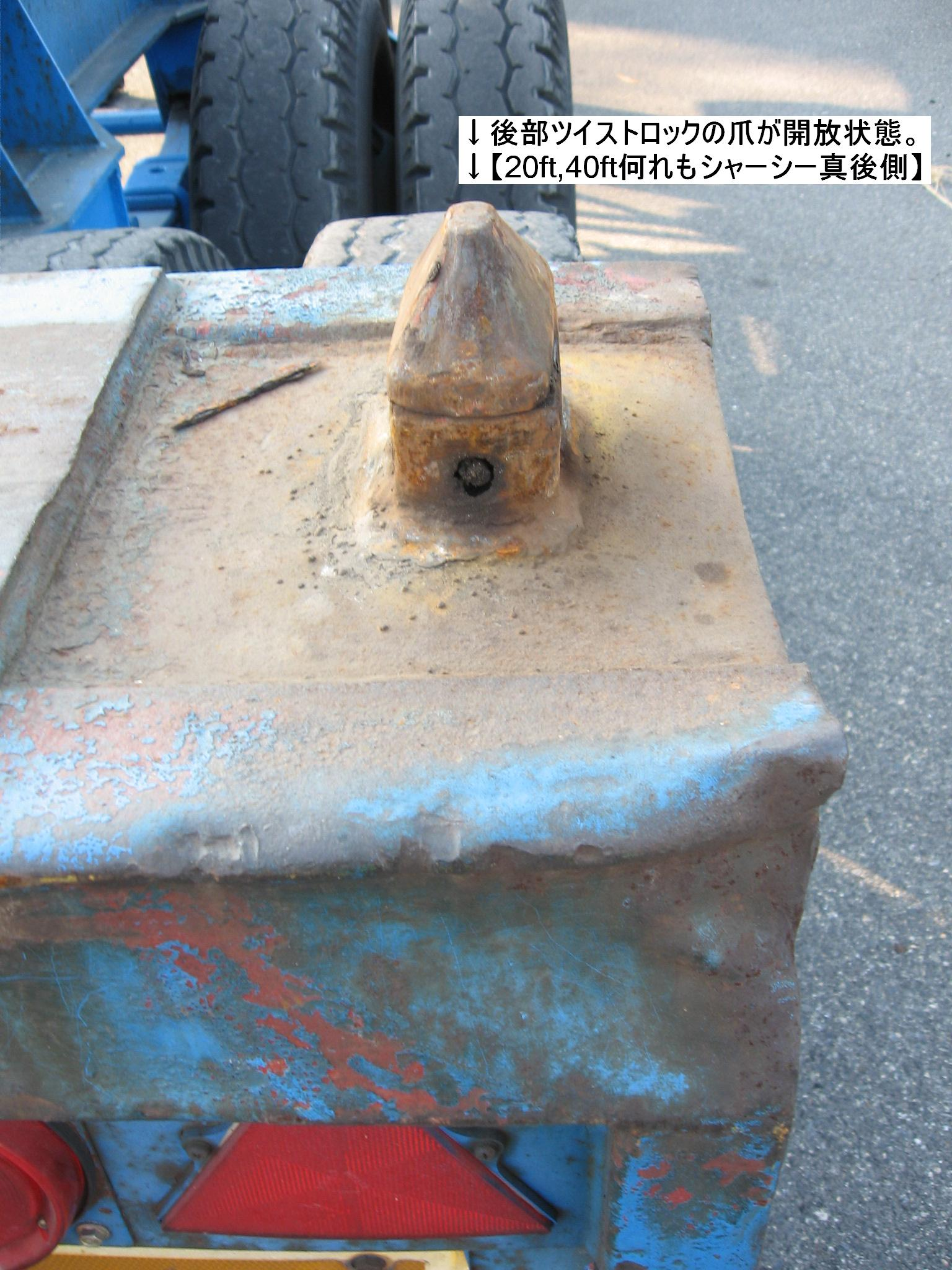
トレーラー上のツイストロック、解放状態に回されている
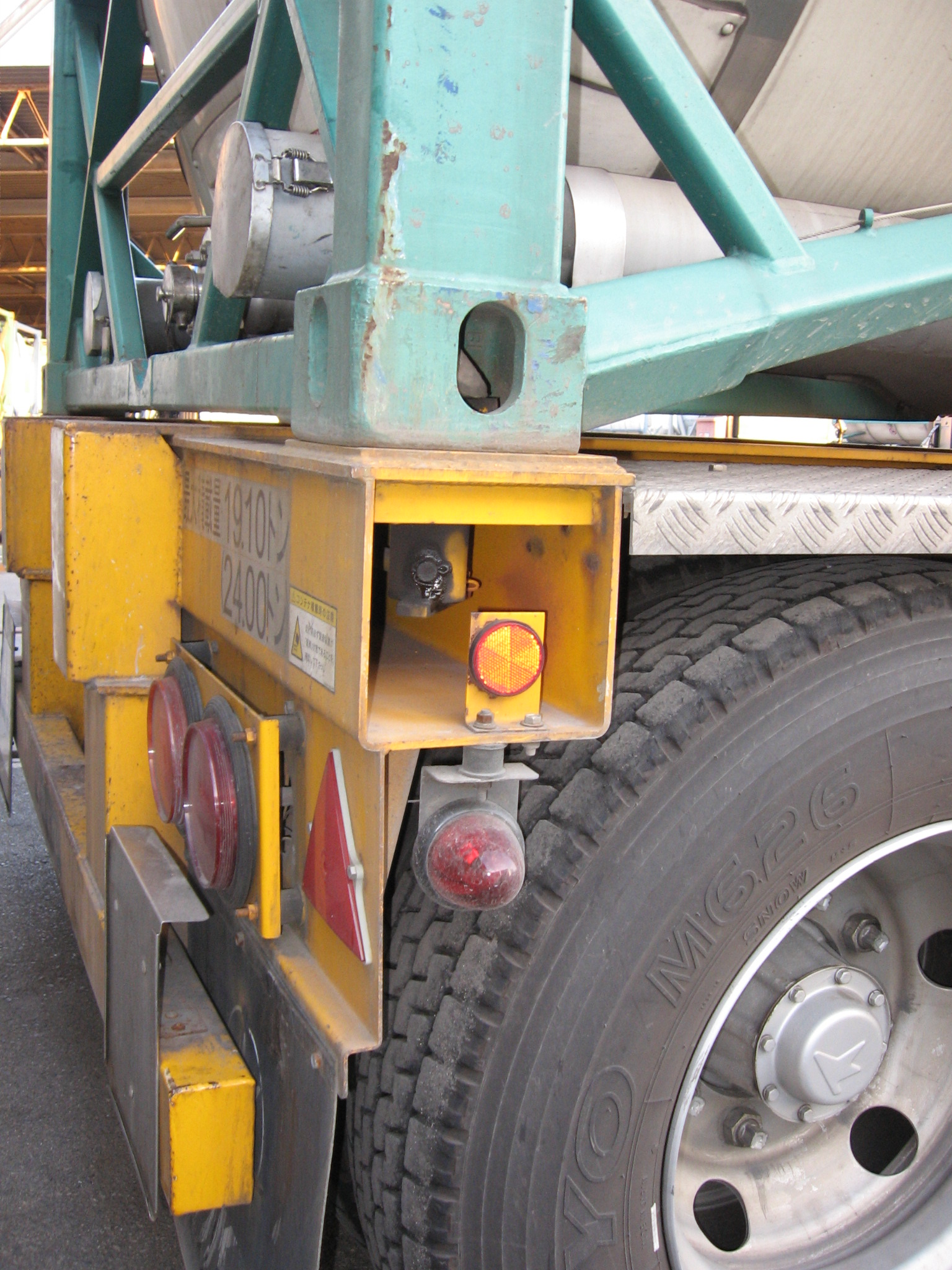
コンテナをトレーラーに積載しツイストロックで固定した様子
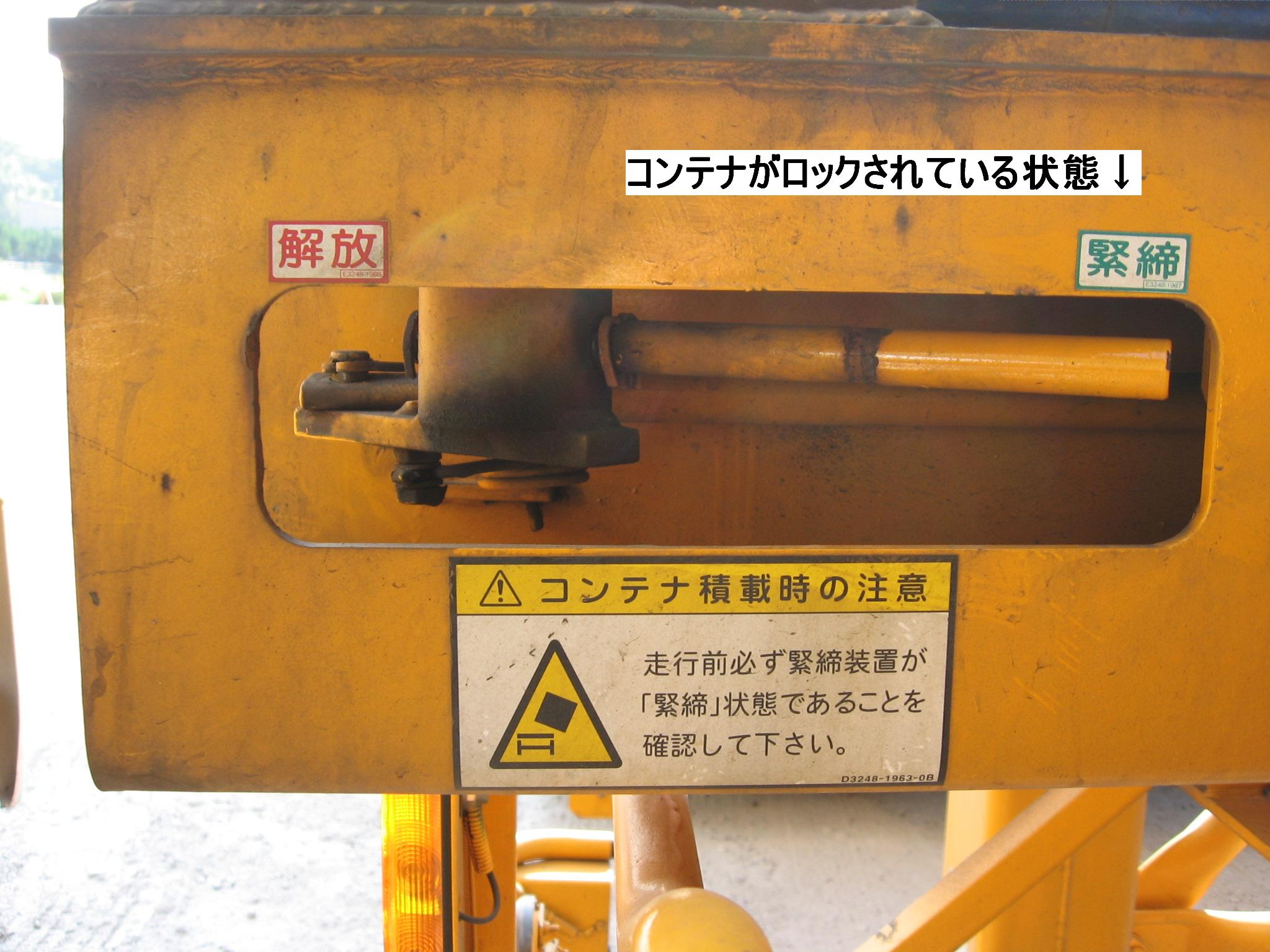
ツイストロックの操作レバー

### 半自動式中央緊締方式
日本国内で開発された方式で、JR貨物専用の長さ12フィート級の鉄道コンテナ輸送に使われる緊締装置である。コンテナの両側面の床下にハート型の突起を持たせ、貨車側にはそれと嵌合する一対のフックがあるもので、空車のコンテナ車にコンテナを下ろすだけで自動的に緊締完了となるメリットがある。装置下の解錠レバーを引くとコンテナのロックが外れ、コンテナをコンテナ車から降ろすことが可能になる。